# Rafelguaraf
Rafelguaraf ist eine Gemeinde (Municipio) mit 2.350 Einwohnern (Stand: 2024) in der spanischen Provinz Valencia. Sie befindet sich in der Comarca Ribera Alta.

## Geografie
Rafelguaraf liegt etwa 50 Kilometer südsüdwestlich von Valencia in einer Höhe von ca. 40 m.

## Demografie
| 1900 | 1930 | 1950 | 1970 | 1981 | 1991 | 2001 | 2011 | 2021 |
| ---- | ---- | ---- | ---- | ---- | ---- | ---- | ---- | ---- |
| 1217 | 1941 | 2323 | 2140 | 2345 | 2419 | 2376 | 2532 | 2358 |

## Sehenswürdigkeiten
- Christuskirche (Església de la Nativitat del Senyor)

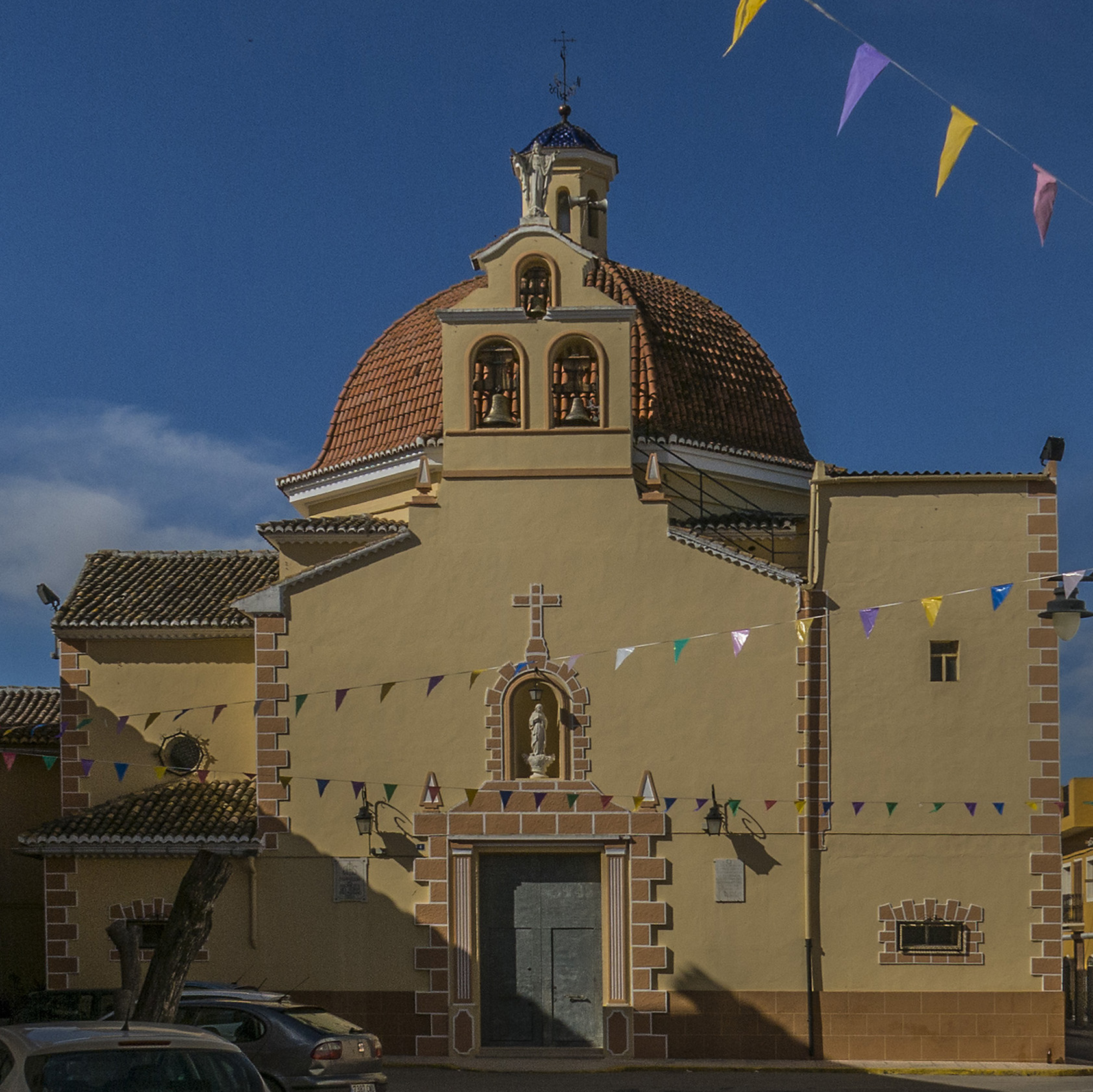
Christuskirche
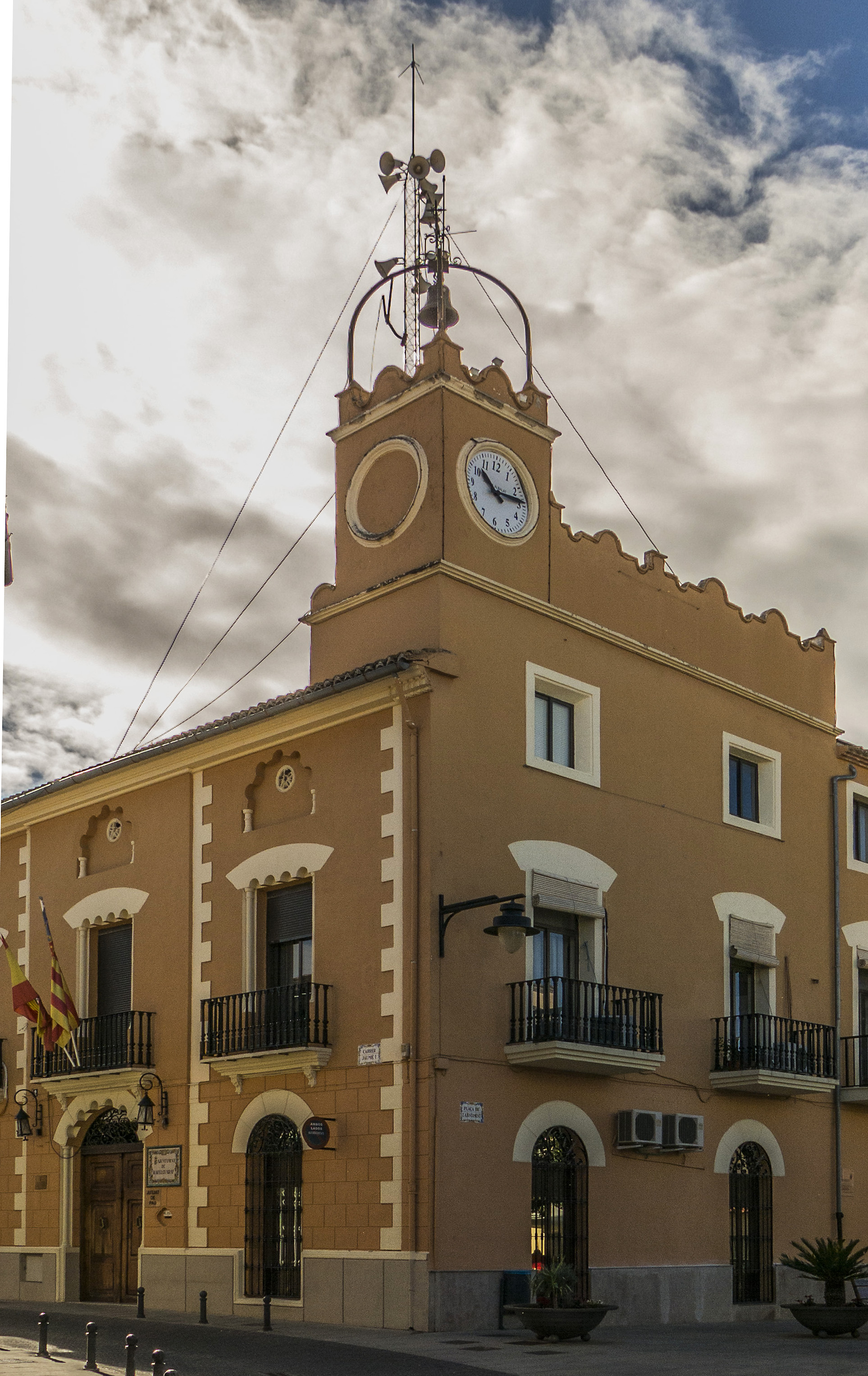
Rathaus